# 瓦丝特·菲里
瓦丝特·菲里（英語：Vast Phiri；1996年2月3日—），赞比亚女子足球运动员，司职后卫，目前效力于ZESCO United和赞比亚国家女子足球队。她曾代表赞比亚参加2020年和2024年夏季奥林匹克运动会女子足球比赛。